# Brogliano
Brogliano é uma comuna italiana da região do Vêneto, província de Vicenza, com cerca de 2.933 habitantes. Estende-se por uma área de 12 km², tendo uma densidade populacional de 244 hab/km². Faz fronteira com Altissimo, Castelgomberto, Cornedo Vicentino, Nogarole Vicentino, Trissino, Valdagno.

## Demografia
| Variação demográfica do município entre 1861 e 2011                               |
|                                                                                   |
| Fonte: Istituto Nazionale di Statistica (ISTAT) - Elaboração gráfica da Wikipedia |